# Ivan Tennant Memorial Award
Der Ivan Tennant Memorial Award ist eine Auszeichnung der Ontario Hockey League (OHL). Sie wird seit 2005 jährlich an den Spieler vergeben, der die besten schulischen Leistungen an einer High School erreicht. Dazu wird der Durchschnitt der besten sechs Kurse berechnet. Sie ist nach Ivan Tennant benannt, der jahrelang als Berater in Bildungsfragen für die Kitchener Rangers und die Ontario Hockey League tätig war.
Die Auszeichnung ist mit dem Roger Neilson Memorial Award sowie der Bobby Smith Trophy vergleichbar, wobei letztere nicht nur den schulischen, sondern auch den spielerischen Erfolg belohnt.

## Liste der Gewinner
- Jahr: Nennt das Jahr, in dem der Spieler den Ivan Tennant Memorial Award gewonnen hat.
- Preisträger: Nennt den Namen des Gewinners.
- Team: Nennt das Franchise, für das der Spieler zum damaligen Zeitpunkt gespielt hat.

| Jahr    | Preisträger             | Team                           |
| ------- | ----------------------- | ------------------------------ |
| 2024/25 | Kaden Sienko            | Saginaw Spirit                 |
| 2023/24 | Carter George           | Owen Sound Attack              |
| 2022/23 | George Alboim Ethan Hay | Erie Otters Flint Firebirds    |
| 2021/22 | Cal Uens                | Owen Sound Attack              |
| 2020/21 | nicht vergeben          | nicht vergeben                 |
| 2019/20 | Logan LeSage            | Owen Sound Attack              |
| 2018/19 | Mack Guzda Zack Terry   | Owen Sound Attack Guelph Storm |
| 2017/18 | Mack Guzda              | Owen Sound Attack              |
| 2016/17 | Quinn Hanna             | Guelph Storm                   |
| 2015/16 | Kyle Keyser             | Flint Firebirds                |
| 2014/15 | Stephen Dhillon         | Niagara IceDogs                |
| 2013/14 | Adam Craievich          | Guelph Storm                   |
| 2012/13 | Connor Burgess          | Sudbury Wolves                 |
| 2011/12 | Adam Pelech             | Erie Otters                    |
| 2010/11 | Andrew D’Agostini       | Peterborough Petes             |
| 2009/10 | Dougie Hamilton         | Niagara IceDogs                |
| 2008/09 | Freddie Hamilton        | Niagara IceDogs                |
| 2007/08 | Alex Freisen            | Niagara IceDogs                |
| 2006/07 | Andrew Shorkey          | Owen Sound Attack              |
| 2005/06 | Joe Pleckaitis          | Ottawa 67’s                    |
| 2004/05 | Matt Pelech             | Sarnia Sting                   |

## Quelle
- Ontario Hockey League Media Information Guide 2014–2015, S. 141.